# Владімір Свачина
Владімір Свачина (чеськ. Vladimír Svačina; 28 квітня 1987, Студенка) — чеський хокеїст, нападник, виступає з 2007 року за клуб ХК «Вітковіце».

## Ігрова кар'єра
Вихованець хокейного клубу «Поруба», також виступав в таких командах: Ніагара Айсдогс, «Вітковіце» (має з клубом чинний контракт), ХК «Комета», «Пльзень», «Оломоуць» та «Попрад».
В сезоні 2012/13 років виступав за національну збірну, в складі якої провів 5 матчів.
У складі «Вітковіце» виступав на престижному Кубку Шпенглера у 2012 році.